# أنجيلو فاريلا
أنجيلو فاريلا هو لاعب كرة قدم برتغالي في مركز الوسط، ولد في 25 مارس 1980 في بارديس في البرتغال. لعب مع إشتوريل برايا ونادي ريبيراو ونادي فاتيما.

## وصلات خارجية
- أنجيلو فاريلا على موقع قاعدة بيانات كرة القدم.إي يو (الإنجليزية)
- أنجيلو فاريلا على موقع Soccerway.com (الإنجليزية)